# Gonomyia (Paralipophleps) gladiator
Gonomyia (Paralipophleps) gladiator is een tweevleugelige uit de familie steltmuggen (Limoniidae). De soort komt voor in het Neotropisch gebied.